# Мюсюлмани (списание)
Списание „Мюсюлмани“ е месечно издание на Главното мюфтийство в България. Излиза на турски и български език. Списанието замества издавания преди това от мюфтийството вестник „Мюсюлмани“ с ISSN 0861-1661. Съдържа статии и интервюта, свързани с живота на мюсюлманската общност в България и по света.
Печата се на офсетова хартия и има обем от 36 страници. Заедно с него се разпространява и 16-странично приложение за деца „Хилял“ („Месечина“).